# 509
Раннє Середньовіччя. У Східній Римській імперії триває правління Анастасія I. На Апеннінському півострові володіння Теодоріха Великого мають офіційний статус віцекоролівства Римської імперії. У Європі існують численні германські держави, зокрема Іберію та південь Галлії займає Вестготське королівство, Північну Африку захопили вандали, утворивши Африканське королівство, у Тисо-Дунайській низовині утворилося Королівство гепідів. Більшу частину Галлії займає Франкське королівство. У Західній Галлії встановилося Бургундське королівство.
У Китаї період Північних та Південних династій. На півдні править династія Лян, на півночі — Північна Вей. В Індії правління імперії Гуптів. У Японії триває період Ямато. У Персії править династія Сассанідів.
На території лісостепової України в VI столітті виділяють пеньківську й празьку археологічні культури. VI століття стало початком швидкого розселення слов'ян. У Північному Причорномор'ї співіснують різні кочові племена, зокрема гуни, сармати, булгари, алани.

## Події
- Остготи Теодоріха Великого звільнили Каркассонн і взяли Нарбонн, вигнавши франків із Септиманії.